# 佛图澄
佛图澄（232年—349年1月13日），又称竺佛图澄、佛圖橙、佛圖磴、浮圖澄，本姓帛，西域人，西晉至十六國時期高僧。

## 生平
佛图澄為西域人，少年時在乌苌国出家，後至罽賓從學。
他深入經藏，深明佛理，同時又擅長方技咒語。
晉永嘉四年（310年），79歲的佛圖澄到西晉首都洛陽，原準備在此建立寺院，但因為發生永嘉之亂而不能成功。
晉永嘉六年（312年）二月，石勒屯兵葛陂，准备南攻建康。其部下郭黑略為佛图澄弟子，引佛圖澄見石勒。佛圖澄以神通得到石勒的信任，在清水中變出青蓮，並劝其少行杀戮。当时本将杀戮之人，大多获救。石勒、石虎等人都尊重竺佛图澄，并諮以国事。
后赵建武十四年十二月初八日（349年1月13日），竺佛图澄於鄴宮寺圆寂，享壽117岁。

## 影響及貢獻
佛圖澄在亂世之中，以神通力，吸引統治階級的崇信，再利用宗教力量來安定人民，推展佛教，是漢傳佛教早期極為重要的宣教家。
他注重戒律，平生「酒不齒，過中不食，非戒不履」，為僧團立下良好的傳統。他的德行與學識，為佛教義理的傳入展開新頁，下啟鳩摩羅什與道安。

## 轶闻
佛图澄据传可以通过在手掌上涂上油和灰即可洞察千里以外的事情，就像在对面看一样，同时还能够听佛塔上的铃声来预言，没有不灵验的。例如在建平四年（333年）四月，无风的一天，佛塔只有一个铃铛发声，便预言道“国有大丧，不出今年矣。”当年，石勒病死。
石勒死后，石虎对佛图澄的礼遇甚厚：上朝时尊称为大和尚，并命令群臣起立以示尊敬，并命令李农每天拜访、太子以及官员每五天朝见一次。

### 佛图澄与石虎父子
由于佛图澄无所不知，邺城人在一起时都互相告诉对方，“不要动歪脑筋，和尚（佛图澄）知道你的心思。”佛图澄在的地方，没人敢向其方向吐口水大小便的。同时，对其弟子背后议论师傅的进行劝诫。后赵建武三年（337年）石虎的第一任太子石邃不满父亲欲图弑父，想先扣下能预知的佛图澄然后杀了，翌日，佛图澄在其徒弟僧会的帮助下没被石邃留住，躲过了一劫。并委婉地告诉了石虎，直到石邃作乱，石虎才明白。
建武十四年（348年）七月，石虎的第二任太子石宣与其胞弟石韬不和将要互相残杀，佛图澄在寺内为石宣解铃音，對石宣说“胡子洛度”（胡人之子落難）。石宣脸色大变，说：“这话说的是什么？”佛图澄不便明說，只得撒谎道：“我这个老胡人身为修行人，不能像山居之人那样沉默修行，又受到这么优厚的待遇，难道这不是洛度（落難）吗？”。接著他盯着后到寺的石韬，暗示其身上有血腥味。后来佛图澄对石宣和石韬的母亲杜珠说，堤防贼人，杜珠反问到“你老糊涂了，哪有贼人？”，佛图澄改口说，“人所有的六情，都是贼。老的自然难免，只要少的不糊涂就行。”后来石宣准备在石虎办丧的时候弑父，结果在佛图澄的帮助下石虎躲过一劫。石宣最后被捕，佛图澄闻讯前来劝说石虎：“陛下若慈恕此罪，福泽绵长；如果就此虐杀了石宣，石宣的冤魂将会化成彗星下扫邺宫。” 石虎没有听从劝诫。过了一个多月，有一匹妖马，马鬃马尾都有火烧过的样子，从中阳门进，从显阳门出，往东跑往东宫，都进不去，跑向东北方向，没多久就不见了。佛图澄听说后叹息说：“灾祸就要降临了。”之后石虎在太武殿前大宴群臣，佛图澄吟唱：“殿啊，殿啊，棘木长成树林，将要刺坏人们的衣服。”石虎命令挖开殿石查看，发现下面长有棘木。冉闵的小字就是棘奴，冉闵后来灭了石虎的赵国。

## 弟子
竺佛图澄的弟子有法首、法祚、法常、法佐、僧慧、道进、道安、僧朗、竺法汰、竺法和、竺法雅等人。
佛圖澄的弟子極多，有遠從天竺、康居來從學的。弟子之中，泰山僧朗，安令首尼，皆是重要的弘教人才。但是在他弟子之中，最重要的則是道安。

## 评价

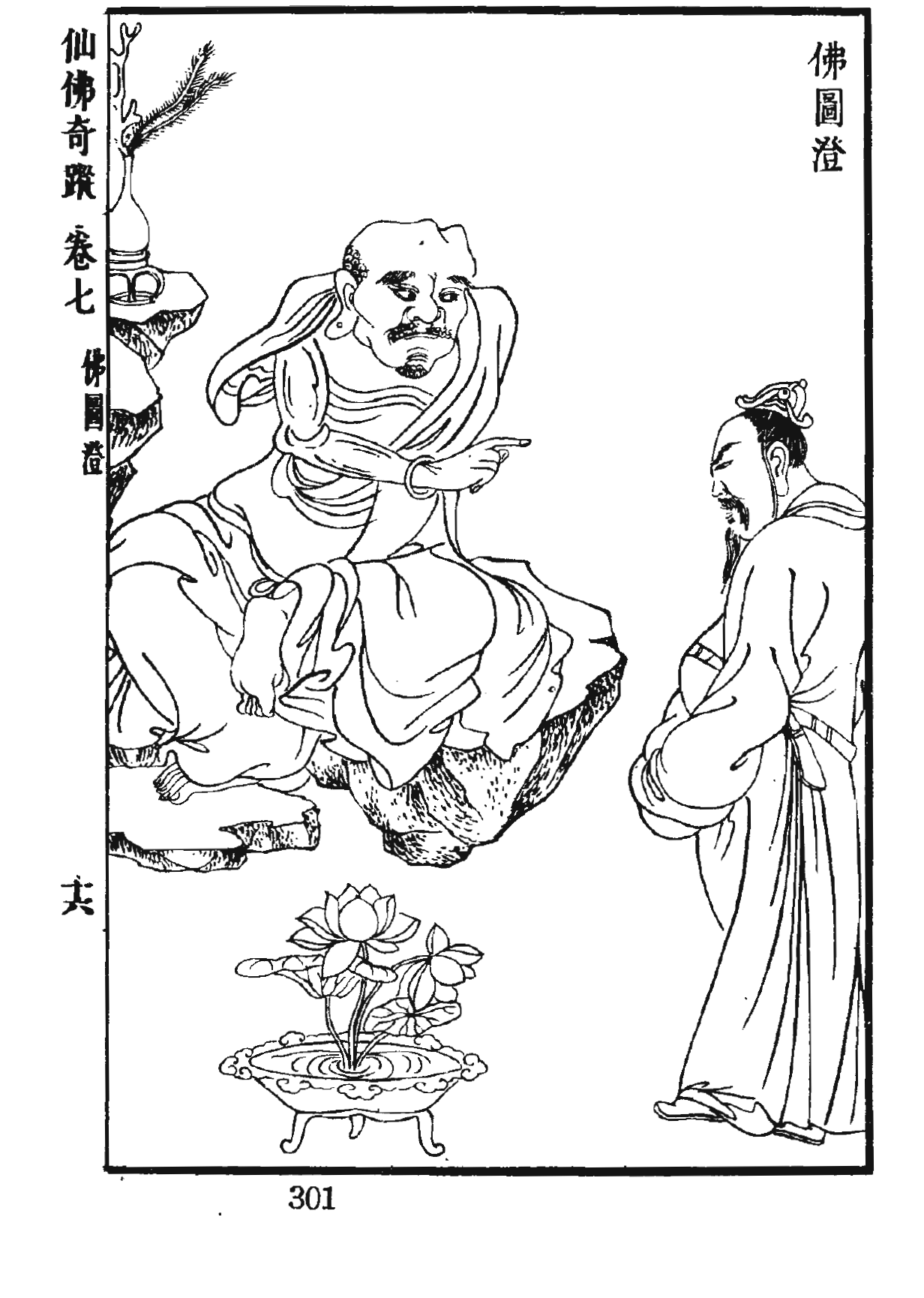
佛圖澄

支遁：（佛图澄同石勒、石虎等石家人交往）“他这是把石虎当作海鸥鸟啊。”引用比喻来说明佛图澄一心只想宣扬佛法，没有趋炎附势之心。

## 延伸阅读
[在维基数据编辑]
 《晉書·卷095》，出自房玄齡《晉書》